# ال‌اف‌او
ال‌اف‌او (به انگلیسی: LFO) یک گروه موسیقی الکترونیک انگلیسی تحت لیبل وارپ رکوردز است. این گروه از پیشگامان بیس-هوی تکنو، آی‌دی‌ام، و اسید هاوس اواخر دههٔ ۱۹۸۰ تا اواسط دههٔ ۱۹۹۰ است. ال‌اف‌او در سال ۱۹۸۸ از گز وارلی و مارک بل تشکیل شد؛ امّا اکنون گز وارلی دیگر همکاری‌ای با مارک بل ندارد و اکنون بل به تنهایی تحت عنوان ال‌اف‌او به تهیّهٔ موسیقی می‌پردازد.
نام این گروه برگرفته از حروف اوّل برابر انگلیسی واژهٔ نوسانگر کم‌بسامد، یکی از توابع سینث‌سایزر است که به‌طور گسترده‌ای در موسیقی الکترونیک مورد استفاده قرار می‌گیرد.

## ترانه‌شناسی

### آلبوم‌ها
- فرکانس‌ها (۱۹۹۱)
- پیشرفت (۱۹۹۶)
- غلاف (۲۰۰۳)